# Rijnsaterwoude
Rijnsaterwoude is een dorp in de gemeente Kaag en Braassem, in de Nederlandse provincie Zuid-Holland. Rijnsaterwoude ligt aan de Herenweg, ten oosten van de Braassemermeer en ten noorden van de stad Alphen aan den Rijn.

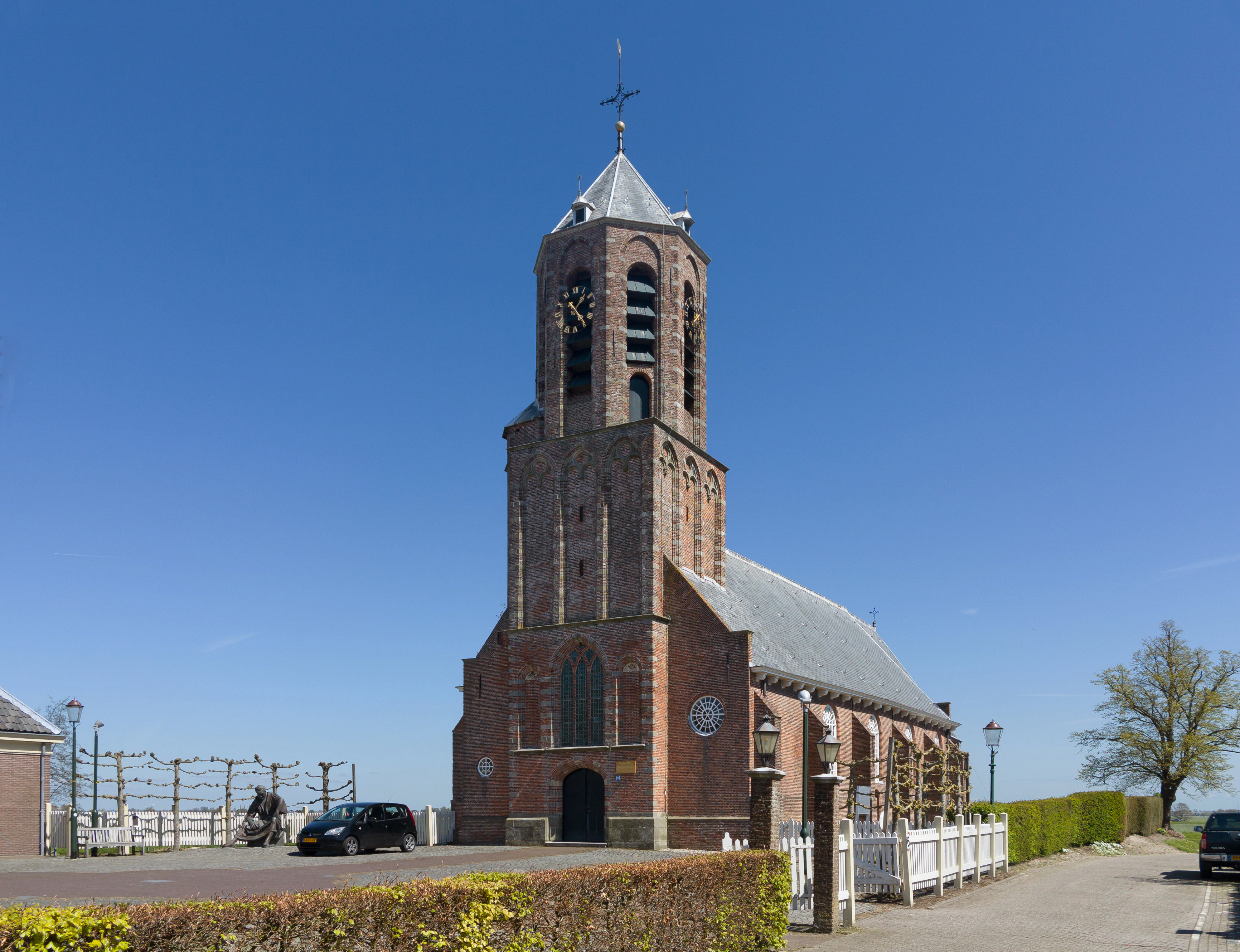
Rijnsaterwoude, de Woudse Dom

## Geografie
Rijnsaterwoude ligt in de Rijnsaterwoudsche Polder. Het deel van Rijnsaterwoude ten zuiden van de Leidse Vaart ligt in de Vierambachtspolder. Ten westen van Rijnsaterwoude ligt het Braassemermeer.

## Geschiedenis
Tot 1 januari 1991 was Rijnsaterwoude een zelfstandige gemeente. Bij wet werd de gemeente toegevoegd aan de nieuw gevormde gemeente Jacobswoude, waarvan het de hoofdplaats werd. De gemeente Jacobswoude is echter per 1 januari 2009 gefuseerd met de gemeente Alkemade tot de nieuwe gemeente Kaag en Braassem. In de zogeheten Woudse dom (zo genoemd omdat de toren ervan sprekend lijkt op een verkleinde uitvoering van die van de Utrechtse dom) predikte in de 18de eeuw de bekende bevindelijke dominee Theodorus van der Groe.

## Monumenten

### Rijksmonumenten
- Boerderij, 18e eeuw, Herenweg 8, boerderij onder rieten dak met wolfseinde
- Hoeve Sint Jan, boerderij, 18e eeuw, Herenweg 12a
- Woudse Dom, Kerkgebouw, 16e eeuw, Herenweg 26, Nederlands Hervormde Kerk
- Geestmolen, 1707, ook Heiligegeestmolen, industrie- en poldermolen, grondzeiler, thans woning

#### Verplaatst monument
- Dekkermolen, 1911, een industiemolen (zaagmolen), stond van 1975-2009 in Rijnsaterwoude, Herenweg 38, staat thans Van Klaverweijdeweg 25 in Hoogmade

### Gemeentelijke monumenten
- Standbeeld, Priester Hendrik, Domplein
- Woonhuis, Herenweg 2
- Woonhuis, Herenweg 128
- Brug, Brug Leidsevaartlaan 3, ophaalbrug, toegangsbrug naar het perceel Leidsevaartlaan 3, oorspronkelijk uit Hoogmade
- Woonhuis, Woudsedijk-Noord 4